# حلیمه حلبیه
حلیمه حَلَبیّه (۱۳۷۵–۱۴۵۶م) (نسب: حلیمه بنت احمد بن محمد) بانوی محدث شامی در سدهٔ نهم هجری بود. بیش از شش تن از علما به اجازهٔ نقل روایت دادند. شاگردان بسیاری در علم حدیث داشت و افراد زیادی از او روایت نموده‌اند.